# Pere I de Cervera
Pere I de Cervera, conegut també com a Pere II de Bas, (-1137) fou castlà del castell de Cervera i vescomte de Bas.
Fill de Ponç I de Cervera i de Beatriu de Bas. Va heretar del seu pare el vescomtat de Bas, però al morir sense fills aquest va passar al seu germà Ponç II.